# Аргентина на летних Олимпийских играх 2008
Аргентина принимала участие в Летних Олимпийских играх 2008 года в Пекине (Китай) в двадцать второй раз за свою историю, и завоевала две золотые и четыре бронзовые медали.

## 01!Золото
- Футбол, мужчины.
- Велоспорт, мужчины — Вальтер Перз и Хуан Куручет.

## 03!Бронза
- Хоккей на траве, женщины.
- Баскетбол, мужчины.
- Парусный спорт, мужчины, Торнадо (класс гоночных яхт) — Сантьяго Ланхе и Карлос Эспинола
- Дзюдо, женщины — Паула Парето.

## Результаты соревнований

### Академическая гребля
В следующий раунд из каждого заезда проходили несколько лучших экипажей (в зависимости от дисциплины). В финал A выходили 6 сильнейших экипажей, остальные разыгрывали места в утешительных финалах B-F.
Мужчины
| Соревнование | Спортсмены         | Предварительный заезд | Предварительный заезд | Предварительный заезд | Отборочный заезд | Отборочный заезд | Отборочный заезд | Четвертьфинал | Четвертьфинал | Четвертьфинал | Полуфинал     | Полуфинал     | Полуфинал     | Финал                | Финал                | Итоговое место |
| Соревнование | Спортсмены         | Заезд                 | Время                 | Место                 | Заезд            | Время            | Место            | Заезд         | Время         | Место         | Заезд         | Время         | Место         | Время                | Место                | Итоговое место |
| ------------ | ------------------ | --------------------- | --------------------- | --------------------- | ---------------- | ---------------- | ---------------- | ------------- | ------------- | ------------- | ------------- | ------------- | ------------- | -------------------- | -------------------- | -------------- |
| одиночки     | Сантьяго Фернандес | 1                     | 7:38,87               | 4 Q                   | Не проводится    | Не проводится    | Не проводится    | 4             | 7:27,60       | 6             | Полуфинал C/D | Полуфинал C/D | Полуфинал C/D | Финал D              | Финал D              | —              |
| одиночки     | Сантьяго Фернандес | 1                     | 7:38,87               | 4 Q                   | Не проводится    | Не проводится    | Не проводится    | 4             | 7:27,60       | 6             | 2             | DNS           | DNS           | Завершил выступление | Завершил выступление | —              |

### Лёгкая атлетика
Мужчины
| Дисциплина    | Спортсмен    | Предварительный раунд | Предварительный раунд | Предварительный раунд | Четвертьфиналы | Четвертьфиналы | Четвертьфиналы | Полуфиналы    | Полуфиналы    | Полуфиналы    | Финал                | Финал                |
| Дисциплина    | Спортсмен    | Забег                 | Результат             | Место                 | Забег          | Результат      | Место          | Забег         | Результат     | Место         | Результат            | Место                |
| ------------- | ------------ | --------------------- | --------------------- | --------------------- | -------------- | -------------- | -------------- | ------------- | ------------- | ------------- | -------------------- | -------------------- |
| толкание ядра | Херман Лауро | 19,07                 | 19,07                 | 31                    | Не проводится  | Не проводится  | Не проводится  | Не проводится | Не проводится | Не проводится | Завершил выступление | Завершил выступление |